# AS Manu-Ura
Association Sportive Manu-Ura is een Tahitaanse voetbalclub uit Paea. De thuiswedstrijden worden gespeeld in het Stade Hamuta in Papeete gespeeld.

## Erelijst
Division Fédérale kampioen (5x) in 1996, 2004, 2007, 2008, 2009
Coupe du Tahiti winnaar (2x) in 2003, 2005
Tahiti Coupe des Champions winnaar (1x) in 2008
Coupe Territoires d'Outre-Mer winnaar (1x) in 2004

## Internationale wedstrijden
| Seizoen | Competitie            | Ronde | Land                      | Club             | Uitslagen |
| ------- | --------------------- | ----- | ------------------------- | ---------------- | --------- |
| 2005    | OFC Club Championship | Groep | Vlag van Nieuw-Caledonië  | AS Magenta       | 1-4       |
| 2005    | OFC Club Championship | Groep | Vlag van Salomonseilanden | Makuru FC        | 1-2       |
| 2005    | OFC Club Championship | Groep | Vlag van Vanuatu          | Tafea FC         | 0-2       |
| 2007/08 | OFC Champions League  | Groep | Vlag van Nieuw-Zeeland    | Auckland City FC | 0-6, 0-1  |
| 2007/08 | OFC Champions League  | Groep | Vlag van Nieuw-Zeeland    | Waitakere United | 1-2, 1-1  |
| 2009/10 | OFC Champions League  | Groep | Vlag van Nieuw-Zeeland    | Auckland City FC | 0-2, 0-5  |
| 2009/10 | OFC Champions League  | Groep | Vlag van Nieuw-Caledonië  | AS Magenta       | 1-1, 1-8  |
| 2009/10 | OFC Champions League  | Groep | Vlag van Nieuw-Zeeland    | Waitakere United | 1-5, 0-2  |